# 角間川の戦い
角間川の戦い（かくまがわのたたかい）は、戊辰戦争のひとつ秋田戦争の中で、庄内藩を中心とした奥羽越列藩同盟軍と、薩長連合と久保田藩などによる新政府軍が対決した戦いである。

## 経過
角間川は給人町（武家町）であり、さらに雄物川舟運の県南最大の河港があり、陸上交通の要衝でもあったことから、奥羽越列藩同盟軍と新政府軍の両軍から重要な拠点と認識されていた。
8月12日、田村新町（現在の横手市大雄）にあった庄内藩二番大隊は、角間川（現在の大仙市角間川町）の新政府軍を打ち破る準備を進めていた。一関藩の峰岸兵左衛門が率いる六小隊が、二番隊の指揮下に入った。
二番隊隊長の酒井了恒（吉之丞）に対して仙台藩から、仙台軍が先鋒になって角間川を攻撃するとして、庄内藩の小隊に後続援軍の依頼があった。
8月13日正午頃、仙台軍は攻撃を開始したが、当時の仙台軍は「大砲がドンと鳴ったら五里（約20km）逃げる」略して「ドンゴリ」と嘲笑されるような弱兵になっており、まもなく本道上で敗走を始めた。後詰を務めていた水野郷右衛門率いる庄内軍七番小隊は、仙台軍を追撃してきた久保田軍を至近距離から攻撃した。さらに、酒井吉之丞の指揮で庄内本隊が進撃を始めたので、久保田兵は角間川の街中に逃走した。
松平角之介率いる七番小隊分隊が、角間川の民家に火を付けて久保田兵の掃討を行った。久保田軍は潰走を始めて、横手川を渡って大曲方面に脱出しようとし、渡し場に敗兵と避難民が集中した。ここで松平角之介が、横手川の船橋（対岸に綱を張り、それに川船を並べて繋ぎ、板を渡した仮橋）の綱を切り退路を断った。久保田軍は大混乱になり、多数が川に飛び込んで溺死した。新政府軍の完敗であり、庄内兵は勢いに乗って土工兵まで戦闘に加わった。
戦闘は午後2時には終了し、庄内隊は田村新町に引き上げた。新政府軍の損害は1日の戦闘としては最大であった。
長州隊が引き上げた後、佐賀隊は最後まで踏みとどまって奮戦した。

## 逸話
8月14日に庄内藩二番大隊が角間川村に到着した際、村内で略奪行為を行った仙台藩兵を捕縛し、斬首した。住民はこの行為に歓喜し、庄内藩士の宿泊を示す宿札は略奪防止の御守となったことから、庄内藩兵をこぞって宿泊させたという。

## 旧跡・墓所
旧北島家住宅主屋
大仙市角間川町字西中上町17番地。北島家は江戸時代前期に越後国から移り住んだ旧家で、天保4年（1833）建築と伝わる主屋が残る。8月4日に新庄藩の婦女が逃れてきて100人が角間川に泊まり、内15人が北島三左衛門家に泊まる。12日に長州藩の三原昌助が新庄勢の隊長として角間川に陣を張った際、北島家を宿所として終日軍議を開いた。家族は隣の金沢西根村に避難していた。13日の角間川の戦いで村内の民家はほとんど焼失したが、庄内藩二番大隊の中村権太夫の本陣となった北島家と、村外れの小家7・8戸は焼失を免れた。梁に鉄砲の銃弾痕が残ると伝わる。（北島家史料、池田家文書「六郷役屋文書」）
登録有形文化財旧本郷家住宅
大仙市角間川町字西中上町19番地。新政府軍は、本郷吉右衛門家の前の浅舞街道・沼館街道（角間川街道）に大砲を据えて待ち構え、阻止を図った。当時の建築としては、慶応3年（1867）に着工し、戦火を免れて明治2年（1869）に竣工した文庫蔵が残る。
陀仏の古戦場（戊辰之役鎮魂碑）
大仙市角間川町字艮9番地周辺（川港親水公園内）。角間川橋から横手川の上流100m程にある渦巻く深い淵で、激戦地となった場所。元々は新政府軍の墓石が10〜15基程あり毎年8月13日に浄蓮寺が供養していたが、昭和22年（1947）7月22日の大洪水で悉く河底に埋没した。平成4年（1992）9月28日に戊辰之役鎮魂碑が建立され、角間川の戦いで戦死した秋田藩士7名、新庄藩士3名が弔われている。
覚善寺
大仙市角間川町字小中島18番地。角間川の戦いで戦死した秋田藩士3名が弔われている。
浄蓮寺
大仙市角間川町字東本町82番地。角間川の戦いで戦死した秋田藩卒、新庄藩銃士の2名が弔われている。